# Guastalla
Guastalla je grad i komuna (općina) u pokrajini Reggio Emiliji u Emiliji-Romagni u Italiji.

## Geografija
Guastalla je smještena u padskoj nizini i leži na oblama rijeke Po. Guastalla je smještena oko 30 km od gradova Reggio Emilije, Parme i Mantove.

## Vanjske poveznice
- Mapquest - Guastalla